# نظریه همگرایی نمادین
نظریه همگرایی نمادین (به انگلیسی: Symbolic convergence theory)
یا (SCT) یا (ن‌ه‌ن) یک نظریه ارتباطات است که توسط ارنست بورمن (۲۸ ژوئیه ۱۹۲۵–۲۷ دسامبر ۲۰۰۸)استاد ممتاز گروه ارتباطات گفتاری دانشکده هنرهای آزاد در دانشگاه مینه سوتا توسعه یافته‌است و پیشنهاد می‌کند برگزاری تخیلات مشترک به‌طور کلی مجموعه افراد را به گروه‌های منسجم تبدیل می‌کند. SCT توضیحی برای ظاهر انسجام گروه، شامل احساسات، انگیزه‌ها و معانی مشترک ارائه می‌دهد. از طریق SCT، افراد می‌توانند یک اجتماع یا آگاهی گروهی بسازند که در صورت داشتن خوشه ای از موضوعات فانتزی قوی‌تر می‌شود. نظریه همگرایی نمادین توضیحی از گرایش‌های پویا در نظام‌های تعامل اجتماعی ارائه می‌دهد که سبب تکامل شیوه‌ها و اشکال ارتباطی می‌شود. این نظریه به نظریه‌پردازان و دست‌اندرکاران این امکان را می‌دهد تا آنچه را که اتفاق خواهد افتاد را پیش‌بینی کرده و آنچه اتفاق افتاده را توضیح دهند. چیزی که SCT اجازه نمی‌دهد ارتباطات انسانی کنترل شود. این کتاب سعی می‌کند توضیح دهد که چگونه ارتباط می‌تواند آگاهی گروهی را از طریق به اشتراک‌گذاری روایت‌ها یا تخیلات ایجاد و حفظ کند.
برای تقویت این انسجام، نمایشنامه‌نویسی یا استفاده از داستان‌های فانتزی از انواع چشمگیری از ارتباطات در SCT هستند. SCT توضیح می‌دهد معانی، احساسات، ارزش‌ها و انگیزه‌های عمل در زمینه‌های ارتباطی افرادی هستند که سعی می‌کنند از یک تجربه مشترک معنا پیدا کنند. این گرایش انسانی را در تلاش برای درک وقایع بر حسب افراد درگیر، که دارای ویژگی‌ها و انگیزه‌های شخصیتی خاص و دارای اختیار هستند در چگونگی وقوع رویدادها بررسی می‌کند. SCT اولین بار توسط ارنست بورمن در «فصلنامه گفتار» در سال ۱۹۷۲ پیشنهاد شد.
بورمن و همکارانش در دانشگاه مینه‌سوتا، SCT را به عنوان چارچوبی برای کشف، توصیف و تبیین فرایند پویایی معرفی کردند که توسط آن انسان‌ها با واقعیت نمادین به اشتراک می‌گذارند. بورمن پویایی ارتباطی اصلی نظریه همگرایی نمادین را این گونه تعریف می‌کند: «اشتراک‌گذاری تخیلات گروهی که سبب همگرایی نمادین شرکت‌کنندگان می‌شود.» (ص. & nbsp؛ ۴). این فرایندی است که از طریق آن گروه‌ها آگاهی را ایجاد و به اشتراک می‌گذارند و یک واقعیت نمادین مشترک را توسعه می‌دهند.
نظریه همگرایی نمادین به نظریه انتساب مربوط می‌شود از این جهت که به تمایل انسان برای نسبت دادن معنا به نشانه‌ها و اشیاء به منظور درک آنها می‌پردازد. فرایند همگرایی نمادین شبیه ارتباط همدلانه است.
ساختار SCT سه قسمتی است:
1. توضیح اشکال مکرر ارتباطات که در آگاهی مشترک گروهی دخیل است.
2. توضیح اینکه چرا آگاهی گروهی شروع، افزایش و حفظ می‌شود.
3. توضیح در مورد چگونگی شروع به اشتراک‌گذاری (یا توقف اشتراک‌گذاری) یک فرد از یک واقعیت نمادین مشترک[۹]

## آناتومی

### مفاهیم اساسی

#### موضوع‌های فانتزی
برخلاف تصورات سنتی در مورد معنی فانتزی، بورمن از این کلمه برای اشاره به «تفسیر خلاقانه و تخیل آمیز وقایع استفاده می‌کند که نیاز روانی یا بلاغی را برآورده می‌کند.»
موضوع‌های فانتزی برای ایجاد یک دیدگاه بلاغی یا برای نمایش پیام‌هایی استفاده می‌شود که توسط کل گروه پذیرفته شده‌است. آنها وسیله ای هستند که از طریق آنها تفسیر به کمک ارتباط انجام می‌شود. SCT به دنبال یافتن حقیقت نیست ولی دنبال درک واکنش گروه در هنگام به اشتراک گذاشتن این تخیلات است.
مضامین فانتزی در قالب یک واژه، عبارت یا بیانیه وجود دارد که سعی می‌کند وقایع گذشته را تعریف کند، رویدادهای آینده را پیش‌بینی کند یا رویدادهای کنونی را نشان دهد که به لحاظ زمانی یا مکانی از فعالیت‌های واقعی گروه حذف شده‌اند. بیشتر مواقع، این تخیلات سبب ایجاد یک واکنش زنجیره ای در داخل گروه می‌شود که بیشتر و بیشتر به مکالمه یا تخیل کمک می‌کند. بورمن این موضوع‌های فانتزی را از طریق تفسیرهای خلاقانه و سازمان یافته رویدادها، نیاز روانی یا بلاغی برآورده می‌کند.
مضامین فانتزی به سه شکل زیر تقسیم می‌شوند:
1. «تنظیم موضوع‌هایی» که محل وقوع رویداد یا جایی را نشان می‌دهد که شخصیت‌ها نقش خود را ایفا می‌کنند.
2. «مضامین شخصیت» توصیف عوامل یا بازیگران درام، اختصاص ویژگی‌ها و انگیزه‌ها به آنها، دلالت بر ویژگی‌های خاص آنها
3. «موضوع‌های اکشن» یا خطوط طرح مربوط به عمل درام.

#### نشانه‌های نمادین
نشانه نمادین یک واژه، عبارت، شعار، علامت یا ژست غیرکلامی است که سبب ایجاد تخیلات و احساسات پیشین می‌شود. تصاویر، نمادها، نمایشنامه‌ها و روایت‌ها می‌توانند افراد را به یک جهان نمادین مشترک بکشاند. یک مثال از نشانه نمادین می‌تواند یک برچسب ضربه گیر باشد که ناظر را به یک واقعیت مشترک بزرگتر برمی‌انگیزد. نشانه‌های نمادین همچنین می‌توانند انسجام گروه را افزایش دهند.

#### انواع فانتزی
یک نوع فانتزی، یک موضوع فانتزی است که در تعداد زیادی از چشم‌اندازهای بلاغی حضور دارد. با ارائه مراجع شناخته شده، آنها از پدیده جدیدی معنا می‌یابند. یک مثال از نوع فانتزی، حریان ریچارد نیکسون در ۱۹۵۲ است که در ایالت کالیفرنیا در مبارزات انتخاباتی بود. بودجه ای توسط برخی از تاجران ثروتمند کالیفرنیای جنوبی به نمایندگی از نیکسون گردآوری شد. روزنامه‌ها این موضوع را انتخاب کردند و تیترهایی مانند «صندوق امانت دار ثروتمندان، ثروتمند نیکسون را فراتر از حقوق خود نگه می‌دارد» منتشر کردند. هدف از این صندوق کمک به نیکسون برای پرداخت هزینه‌هایی بود که در غیر این صورت نمی‌توانست از درآمد خود پرداخت کند. روزنامه‌های ملی دو به یک موافق حذف نیکسون از رأی بودند و تنها امید او این بود که راهی برای جلب اعتماد و حمایت عمومی پیدا کند. شش روز پس از بحران، نیکسون از طریق رادیو به مردم خطاب کرد تا به اتهامات علیه وی پاسخ دهد. یک موضوع فانتزی که از این داستان بیرون می‌آید این است که نیکسون خود را به عنوان یک رؤیای آمریکایی معرفی می‌کند. او در طول سخنرانی در رادیو تأکید کرد که چگونه در جهان راه خود را انتخاب کرده و مجبور است برای زندگی کار کند. او همچنین گفت: «چگونه یک نامزد هزینه‌های سیاسی که توسط دولت تأمین نمی‌شود را پرداخت می‌کند؟ اول: این است که ثروتمند باشم که من این‌طور نیستم. من احساس می‌کنم در کشور ما فقط یک مرد طبقه متوسط می‌تواند نامزد ریاست جمهوری شود.» او زندگینامه‌ای را ارائه داد که به او اجازه می‌دهد خود را یک مرد معمولی معرفی کند. این یک موضوع فانتزی مناسب است زیرا ثابت می‌کند او مرد ثروتمندی نیست که از همه پول می‌گیرد بلکه مردی سخت‌کوش است که از زمین شروع و برای صعود کار کرده‌است.

#### حماسه
حماسه، بیان و بازگویی دستاوردها و رویدادهای زندگی یک فرد، گروه، سازمان یا نهاد بزرگتر مانند یک ملت است. به عنوان مثال، نمونه‌هایی از حماسه‌های آمریکایی شامل «روح کارآفرینی» و «قدرت صندوق‌های رأی» است. نظریه‌پردازان همگرایی نمادین استدلال می‌کنند اتحاد جماهیر شوروی به دلیل تضعیف چشم‌انداز بلاغی کمونیستی و کاهش حماسه‌ها در حفظ انسجام پانزده جمهوری دچار مشکل شده‌است.

### مفاهیم ساختاری

#### دیدگاه بلاغی
یک دیدگاه بلاغی، یک درام ترکیبی است که مردم را در یک واقعیت نمادین مشترک متحد می‌کند.
یک دیدگاه بلاغی دارای پنج عنصر است:
1. شخصیت دراماتیس - بازیگران و بازیکنانی که به دیدگاه بلاغی جان می‌بخشند
2. طرح کلی - عمل بینش بلاغی را ارائه می‌دهد
3. صحنه - جزئیات محل دیدگاه بلاغی
4. عامل تحریم - دیدگاه بلاغی را مشروعیت می‌بخشد
5. آنالوگ اصلی - بازتاب یک ساختار عمیق‌تر در بینش بلاغی

### مفاهیم ارزیابی انتقادی

#### آگاهی گروه مشترک
آگاهی گروهی مشترک باید در درون یک جامعه بلاغی وجود داشته باشد تا یک موضوع فانتزی زنجیره ای شود، یک چشم‌انداز بلاغی ایجاد شود، یک حماسه یا یک نشانه نمادین برای نفوذ به معنی وجود داشته باشد. برخی اصطلاحات آگاهی گروهی یک زمینه مشترک، درک متقابل، واقعیت اجتماعی ایجاد شده، ملاقات ذهن و ارتباط همدلانه است. وقتی گروهی به آگاهی گروهی مشترک رسیدند، دیگر نه بر اساس «من» یا «مرا» بلکه به «ما» و «ما را» فکر می‌کنند. به هر حال، ارتباطات محرکی است که به گروه‌های مختلف اجازه می‌دهد تا به سمت هدف خود حرکت کنند. آگاهی گروهی مشترک نیز با اجازه به گروه‌ها برای ایجاد هویتی که فرهنگ آنها را شکل می‌دهد، عدم قطعیت را کاهش می‌دهد. با شکل‌دادن به فرهنگ خود، این می‌تواند بر هنجارها، نقش‌ها و حتی تصمیم‌گیری تأثیر بگذارد.

#### پیوند واقعیت چشم‌انداز بلاغی
پیوند واقعیت چشم‌انداز بلاغی به شما اجازه می‌دهد تا چشم‌انداز بلاغی مناسبی داشته باشید که روایتی معتبر از پدیده‌ها و شواهد ملموس را شرح دهد. منجر به تخیلات غیرقابل انکار می‌شود که با شایعه، تلقین، شایعات و حتی پارانویا مشخص می‌شود.

#### هنرمندی موضوع فانتزی
هنرمندی موضوع فانتزی عبارت است از توانایی بلاغی در ارائه موقعیت‌ها به شکلی که برای مردم جذاب به نظر می‌رسد تا آنها، آن را با دیگران به اشتراک بگذارند. با درک داستان‌هایی که گروه به اشتراک می‌گذارد، می‌توانید با داستان‌های آنها صحبت کنید و نظرات آنها را به نفع خود تبدیل کنید.

## چرخه زندگی

### مرحله ۱: ظهور یا ایجاد
یک رویداد دراماتیک یا مجموعه ای از رویدادها منجر به عدم قطعیت و نیاز به توسعه بلاغت برای توضیح وضعیت فعلی واقعیت می‌شود. در مورد جنگ سرد، ظهور یک خیالپردازی ضروری بود پس از آنکه سخنان استالین بر این باور بود که سرمایه‌داری و کمونیسم ناسازگار هستند و جنگ اجتناب ناپذیر است. با سخنرانی دکترین ترومن، تخیلات نوظهور فاشیسم سرخ (به عنوان مثال، کمونیسم در برابر دموکراسی)، سیاست قدرت (به عنوان مثال، استراتژی مهار) و چشم‌انداز جنگ داغ (به عنوان مثال، جهان را برای دموکراسی ایمن کنید) متبلور شد به مفهوم هنوز ناشناخته «جنگ سرد»

### مرحله ۲: افزایش هوشیاری
خیالات در میان گروهی از مردم بر سر منافع مشترک زنجیره می‌شوند. همان‌طور که آنها یک چشم‌انداز جدید ایجاد می‌کنند، زندگی آنها معنا و احساس جدیدی پیدا می‌کند و رفتار آنها تغییر می‌کند «اصل توده بحرانی»، هنگامی که یک چشم‌انداز بلاغی دوره ای از رشد سریع را آغاز می‌کند، برای افزایش آگاهی مرکزی است. همچنین اصل این فداکاری «اصل فداکاری» است، که ادعا می‌کند وقتی رویدادهای برنامه‌ریزی شده افراد را تشویق می‌کند تا بر اساس احساسات کلیدی موجود در چشم‌انداز بلاغی هوشیاری خود را افزایش دهند.

### مرحله ۳: حفظ هوشیاری
در این مرحله، ارتباطات بر حفظ تعهد افرادی متمرکز است که چشم‌انداز بلاغی مشترکی دارند. «اصل محافظت» ادعا می‌کند چشم‌اندازها غالباً با داشتن انگیزه برای از بین بردن پیام‌های متقابل بدون تغییر باقی می‌مانند.
- «اصل قربانی مجدد» ادعا می‌کند ممکن است از طریق انتقاد شدید از ضد بلاغی و نمایشنامه سازی‌های استراتژیک مثبت برای حفظ شادابی چشم‌اندازها حفظ شود.[۱۸]
- «اصل تکرار» ادعا می‌کند چشم‌اندازهای بلاغی ممکن است با بیان مجدد موضوع‌ها و انواع فانتزی کلیدی در شیوه‌های جدید متناسب با ساختار نمایشی چشم‌انداز، همراه با چارچوب اطلاعات جدید در قالب فرم‌های بدیعی قدیمی برای حفظ قدرت تبیین، تداوم یابد.[۱۹]

### مرحله ۴: کاهش چشم‌انداز
شرایط در یک جامعه بلاغی می‌تواند آن قدر سریع تغییر می‌کند که بینایی نمی‌تواند با موفقیت سازگار شود.
- «اصل کمبود توضیحی» ادعا می‌کند وقتی دیدگاه بلاغی قدرت تبیینی خود را از دست می‌دهد، شروع به افول می‌کند.
- یکی دیگر از دلایل احتمالی کاهش با «اصل انفجار آزادی بیان» توضیح داده می‌شود، جایی که دوره قابل توجهی از سانسور با طغیان ضد لفاظی دنبال می‌شود.
- در راستای خطوط مشابه، «اصل تجسم مجدد دیدگاه‌های بلاغی رقابتی» ادعا می‌کند با راه‌های ارتباطی باز، رقابت بین چشم‌اندازهای بلاغی متناوب افزایش می‌یابد.[۱۷]

### مرحله ۵: پایانه
پایان یک دیدگاه بلاغی.
- «اصل انفجار سریع» ادعا می‌کند یک چشم‌انداز بلاغی انعطاف‌ناپذیر کاهش نمی‌یابد ولی هنگامی که ترکیبی از مسایل، ناتوانی در تبیین تغییرات سریع و انگیزه‌های متناقض بیش از حد برای دید قابل حل باشد، بر خود منفجر می‌شود.[۱۷]

## کاربردهای دنیای واقعی
از نظریه همگرایی نمادین برای مطالعه جنبش‌هایی مانند پیوریتن‌ها، شوالیه‌های کلمبوس، کمونیسم آمریکا، جنبش زنان، چشم‌اندازهای سیاسی مانند جنگ سرد، جنوب جدید، و جنگ ویتنام استفاده شده‌است.
جنگ سرد به نظریه پردازان چشم‌انداز بلاغی اجازه می‌دهد تا یافته‌های پیشین مطالعات SCT را برای تشخیص، درک و توضیح کاملتر چرخه زندگی پیچیده یک چشم‌انداز بلاغی ترکیب کنند؛ بنابراین، مجموعه ای از مطالعات که توسط بورمن و دیگران انجام شده‌است، توصیه می‌کند چشم‌اندازهای بلاغی می‌تواند طیف وسیعی از آگاهی مشترک را از همه بخش‌های سیاسی، اجتماعی، هنری، نظامی، اقتصادی و فرهنگی دربربگیرد. اساساً، از طریق این مطالعه در مورد جنگ سرد، آنها می‌بینند چگونه می‌توان چشم‌اندازهای بلاغی نامربوط را در یک چشم‌انداز بلاغی استادانه ترکیب کرد که تداوم بلاغی را در طول زمان فراهم می‌کند.؛ SCT همچنین می‌تواند در شرکت برنامه‌ریزی استراتژیک از طریق راهنمایی شرکت  موقعیت‌یابی، تقسیم‌بندی بازار و آزمایش تبلیغات و پیام‌های فروش استفاده شود. موارد مربوطه وجود دارد. تثبیت نظریه SCT - روش - پیام پیچیده با فرایند برنامه‌ریزی استراتژیک و سایر مفاهیم.

## انتقاد
ارنست جی. بورمن، نظریه پرداز نظریه همگرایی نمادین، استاد سابق ارتباطات در دانشگاه مینه سوتا ادعا کرد SCT نظریه ای هم عینی و هم تفسیری است. روش‌های تعیین موضوع‌ها، انواع و چشم‌اندازهای فانتزی، رویکردی انسان گرا ایجاد می‌کند که تفسیری است. SCT اغلب مورد ستایش قرار می‌گیرد ولی کمی غیرمعمول است اگر تصور شود دارای معیارهای عینی و تفسیری است.
ارنست بورمن، جان اف. کرگان و دونالد سی. شیلدز در سال ۱۹۹۴ به انتقادات اولیه پاسخ دادند. بورمن خاطرنشان کرد نکته ای که SCT فاقد آنست، امکان پیش‌بینی و کنترل ارتباطات انسانی در سال ۱۹۸۲ است.
ام گریفن در استدلال‌هایی مطرح می‌کند که نظریه همگرایی نمادین یک نظریه عینی است. نظریه همگرایی نمادین عینی است زیرا بر اشتراک فانتزی‌های گروهی تمرکز می‌کند که همگرایی نمادین را ایجاد می‌کند و به عنوان یک اصل جهانی برای همه افراد صرف نظر از زمان، فرهنگ و زمینه ارتباطی که صادق هست و چارچوب بندی شده‌است.
در ادامه چهار مورد از آزمون‌هایی است که می‌توان برای SCT در یک طرف عینی تفسیر کرد:
1. یک نظریه عینی خوب توضیح می‌دهد که چه اتفاقی خواهد افتاد و چرا اتفاق می‌افتد. این نظریه توضیحات مناسبی در مورد بحث گروهی و چگونگی منطقی بودن آن ارائه می‌دهد. این می‌تواند در بحث گروه‌های جنجالی به ما کمک کند که اعضای گروه در یک زمان یا با مماسات کلامی صحبت می‌کنند. با این حال، جیمز اولوفووت، استاد ارتباطات کالج بوستون معتقد نیست که توضیحات بورمن به اندازه کافی پیش برنده باشد. وی در نقد دلسوزانه با هدف بهبود نظریه، ادعا می‌کند SCT به اندازه کافی توضیح نمی‌دهد که چرا انسان‌ها مستعد دراماتیکی شدن واقعیت و به اشتراک گذاری تخیل در وهله اول هستند.[۲۸] اگرچه SCT بیشتر این نقد را پوشش می‌دهد، بورمن می‌گوید: «SCT به اندازه کافی توضیح نمی‌دهد که چرا انسان‌ها مستعد به تصویر کشیدن واقعیت و به اشتراک گذاری تخیل در وهله اول هستند.»[۲۸]
2. یک نظریه عینی خوب پیش‌بینی می‌کند چه اتفاقی می‌افتد. SCT به وضوح به این ویژگی واجد شرایط یک نظریه عینی بودن دست یافته‌است. SCT می‌تواند پیش‌بینی کند وقتی یک زنجیره فانتزی بین اعضا فوران می‌کند، همگرایی نمادین نیز رخ می‌دهد. بدون این فوران زنجیره ای، انسجامی در داخل گروه وجود نخواهد داشت. اگرچه SCT می‌تواند پیش‌بینی کند تخیلات اتفاق می‌افتد ولی نمی‌تواند پیش‌بینی کند چه زمانی دراماتیک کردن پیام سبب ایجاد یک واکنش زنجیره ای می‌شود. بورمن SCT را مشابه «نظریه تکامل زیست شناختی داروین» می‌دانست و با آن مقایسه کرد. این نظریه نشان می‌دهد بدون تخیلات مشترک، انسجام وجود نخواهد داشت. یک نظریه تکاملی می‌تواند نحوه تکامل انسان‌های مدرن را توضیح دهد ولی نمی‌تواند مسیر تکامل بیشتر را پیش‌بینی کند. SCT شامل آگاهی گروهی در طول زمان و توصیفی از نیروهای پویا است که الگوهای ارتباطی کشف شده را تبیین می‌کند ولی زمان وقوع آنها را توضیح نمی‌دهد.[۲۸]
3. یک نظریه تفسیری خوب ارزش‌های مردم را روشن می‌کند. SCT با ایجاد زمینه مشترک، ملاقات ذهن و ارتباط همدلانه، ارزش‌های جامعه بلاغی را برجسته می‌سازد. این نظریه توضیح نمی‌دهد هنگامی که فردی نادیده گرفته شده یا از گروه کنار گذاشته می‌شود، چه اتفاقی می‌افتد زیرا افراد وقتی نادیده گرفته می‌شوند مشکل پیدا می‌کنند.[۲۸]
4. یک نظریه تفسیری خوب درک جدیدی از افراد ارائه می‌دهد. روش SCT کار بسیار خوبی در جهت‌دهی منتقدان بلاغی با تمرکز بر زبان نمادین انجام می‌دهد. تمرکز تحلیلگر موضوع فانتزی بر چشم‌اندازهای بلاغی در جوامع مختلف مانند نقد فمینیستی به دنبال الگوهای تسلط مردان و چگونگی تأثیر پیام‌های طرفدار غذا خوردن بر افراد آن جامعه است.[۲۸]

در سال ۲۰۰۳ جاشوا گان انتقاد پیچیده‌ای از آنچه بورمن تصور منسوخ شده از SCT را دربرمی‌گیرد و شامل ساختاری اومانیستی از بازیگران انسانی آگاه است که با آژانس کار می‌کنند، ارائه کرد. در مقابل، گان یک ساختار پست‌مدرنیسمی را ارائه می‌دهد که به‌طور ناخودآگاه کار می‌کند، و آثار بورمن را به عنوان دوران گذشته قبل از اینکه مایکل مک‌گی مطالعه بلاغی در مورد مسایل ایدئولوژی انجام دهد، مورد انتقاد قرار داد. بورمن، کراگان و شیلدز در همان سال به رد یا رد انتقادات گان پاسخ دادند. یک استدلال مدعی پشتیبانی می‌گوید SCT اندازه‌گیری اختیار آگاهانه انسان را می‌توان در استفاده عمدی از بلاغت برای ایجاد همگرایی تصور شده از گروه توسط گروه مدافع مذهبی به منظور پرداختن به یک مشکل خاص مشاهده کرد.

## چرا نظریه همگرایی نمادین مفید است؟
این داستان‌ها یا تخیلات می‌تواند به مشاغل، شرکت‌ها یا سیاستمداران کمک کند تا بازخوردهای مثبت و منفی را مستقیماً به کسانی هدایت کنند که در قدرت هستند. از آنجا که SCT یک  نظریه عمومی است که بر اساس روش علوم طبیعی ساخته شده‌است، می‌توان آن را در بسیاری از فرهنگ‌ها و زمان‌بندی‌های مختلف به کار برد. از این روش برای محاسبه فرایندهای ارتباطی، ایجاد شده توسط گروه و همچنین برای تقویت ایجاد و تداوم به اصطلاح «آگاهی» گروهی استفاده می‌شود.
در ادامه به چند نکته اشاره می‌شود که چگونه و چرا SCT می‌تواند در شرایط روزمره مفید باشد:
- تعیین نقص‌های ارتباطی: پرسشی که در SCT زیاد اتفاق می‌افتد این است که "چرا برخی از موضوع‌های فانتزی بسبب ایجاد زنجیره ای از اشتراک گذاری می‌شوند در حالی که بقیه شکست می‌خورند؟" سرنوشت گروه‌ها به عنوان بخشی از گروه دارای تجربیات مشترکی است که آنها را مستعد می‌کند تا خیالاتی را به اشتراک بگذارند که مربوط به نگرانی‌های آنها است؛ بنابراین، این گروه‌ها زنجیره‌های فانتزی موفقی خواهند داشت زیرا اشتراکات بیشتری دارند و قادرند بیشتر به اشتراک بگذارند. هنگامی که مسایل مربوط به قدرت، تبعیض جنسیتی، تعارض نقش، طرد اجتماعی و سایر موضوعات ملموس مطرح می‌شود، اعضای گروه اغلب مواجهه مستقیم با چنین موضوعاتی را نگران کننده می‌دانند. این زنجیره‌های فانتزی ممکن است رخ بدهند ولی اغلب مدت زیادی دوام نمی‌آورند.
- ارزیابی تلاش‌های ارتباطی و کمپین‌های متقاعدکننده: این نظریه می‌تواند بین گروه‌های کوچک، جلسات، سخنرانی‌ها و سخنرانی‌ها بینشی را ارائه دهد و استفاده بیشتر از ارزیابی آثار در رسانه‌ها را فراهم می‌کند. بیشترین کاربرد را در مبارزات سیاسی دارد. در کمپین ۱۹۷۶، پژوهشگران رابطه بین پیام‌های رسانه ای و تأثیرات مخاطبان را در مطالعه خود لحاظ کردند. این مطالعات تا چه حد می‌تواند رفتار واقعی رأی‌گیری را با مشارکت پیش‌بینی کند. نمایندگان سیاسی می‌توانند با پیش‌بینی رفتارهای رأی دهی، پیام‌های خود را قبل از ارائه سخنرانی‌های به نفع خود، برای گروه‌های مختلف مردم با دقت بسازند.
- نقش آگاهی: در زنجیره‌های فانتزی سه مرحله وجود دارد که زنجیرها را ادامه می‌دهد:

1. آگاهی ایجاد می‌کنند،
2. آگاهی را افزایش می‌دهند و
3. آگاهی را حفظ می‌کنند.

در مرحله اول، مردم می‌آیند تا بین گروه، خود مشترک ایجاد کنند. اگر گروه‌ها این فانتزی مشترک را داشته باشند، افزایش هوشیاری اغلب در مرحله بعدی قرار می‌گیرد و در نهایت، دو نقطه اول با هم یک زنجیره فانتزی پایدار ایجاد می‌کنند که دوام خواهد داشت.

## یک پدیده خطرناک
یکی از عناصر مهم نظریه همگرایی نمادین تمایل پدیده ای است که نشان می‌دهد در برابر منافع عمومی استفاده می‌شود. خواه ناخواسته یا عمدی، SCT را می‌توان در تاریخ تجدیدنظرطلبانه مشاهده کرد. استفاده سوءقصد عمدی از اصول SCT علیه منافع عمومی را می‌توان در بیدادگاه کمپین‌های «اخبار جعلی» مشاهده کرد که در آنها تصورات غلط به منظور ایجاد یک اجماع (همگرایی) نادرست عمومیت پذیرفته می‌شود. این مساوی است با ایجاد تصویری غلط در دیوارهای «غار افلاطون» است. (به «تمثیل غار افلاطون» در بالا مراجعه کنید) برعکس، همگرایی ناخواسته ایده‌های منفی اجتماعی توسط جاناتان هاید در تشریح شکل‌گیری قبیله‌گرایی اجتماعی و سیاسی آمریکا نشان داده شده‌است.

## نظریه‌های مشابه
- دراماتیسم (به انگلیسی: Dramatism) (کنت بورک)

دراماتیسم تلاشی است برای درک جهان از طریق ساختار نمایشی. ساختار دراماتیسم به تحلیلگر این امکان را می‌دهد که با دادن اختیار به افراد به عنوان بازیگران درام، زندگی را هدف ببخشد، رویدادها و مکان‌ها را با درک جهان به عنوان یک صحنه پیوند می‌دهد و همان‌طور که همه داستان‌ها طرح دارند دراماتیسم به وجود و انسانیت هدف می‌بخشد. دراماتیک گروه‌هایی از افراد را در اختیار ابزارهای مفهومی قرار می‌دهد که بر اساس آنها می‌توان ادراک همگرا اجتماعی از واقعیت را ایجاد کرد.
- نظریه قضاوت اجتماعی (به انگلیسی: Social judgment theory) (کارولین شریف، مظفر شریف و کارل هوولند)

یک نظریه متقاعدسازی با درک و ارزیابی یک ایده در مقایسه آن با نگرش‌های فعلی. اقناع در پایان فرایند زمانی رخ می‌دهد که شخص موضعی را درک می‌کند و سپس موضع مورد حمایت خود را با موضع طرف مقابل مقایسه می‌کند. هرچه موقعیت شخص دیگر به پذیرش فرد نزدیکتر شود، آن موقعیت نزدیکتر به نظر می‌رسد.
- نظریه مبادله اجتماعی (به انگلیسی: Social Exchange Theory) (جان تیبو و هارولد کلی)

نیروی اصلی در روابط بین فردی، ارضای منافع شخصی هر دو است. علاقه شخصی لزوماً بد نیست و در واقع می‌تواند روابط را تقویت کند. مبادلات بین فردی مشابه مبادلات اقتصادی است که در آن افراد از دریافت عادلانه هزینه‌های خود رضایت دارند.
- ساخت اجتماعی فناوری ارتباطات (به انگلیسی: Social Construction of Communication Technology) (کامل)

استفاده از فناوری ارتباطات متأثر از نگرش‌ها و رفتارهای گروه کاری است. نفوذ اجتماعی زمانی بیشتر می‌شود که افراد برای گروه کاری خود جذابیت بیشتری داشته باشند.
- تجزیه و تحلیل موضوع فانتزی (به انگلیسی: Fantasy Theme Analysis) (ارنست بورمن)[۳۷]

این نظریه نوعی نقد بلاغی است که نخستین بار در سال ۱۹۷۲ طرح شد. این کار تخیلات مشترک گروهی از افراد، شاید مخاطبان را برای یک نمایش تجاری یا یک سخنرانی عمومی، می‌گیرد و آنها را از نظر شوخی‌های داخلی و دیگر نشانه‌ها برای آگاهی مشترک مورد بررسی قرار می‌دهد.

## مطالعه بیشتر
- کرگان، جان اف. نظریه‌های نمادین در تحقیقات ارتباطات کاربردی: بورمن، برک و فیشر، ناشر: همپتون پرس. ISBN 978-1-881303-78-7